# BHT Petra Płock

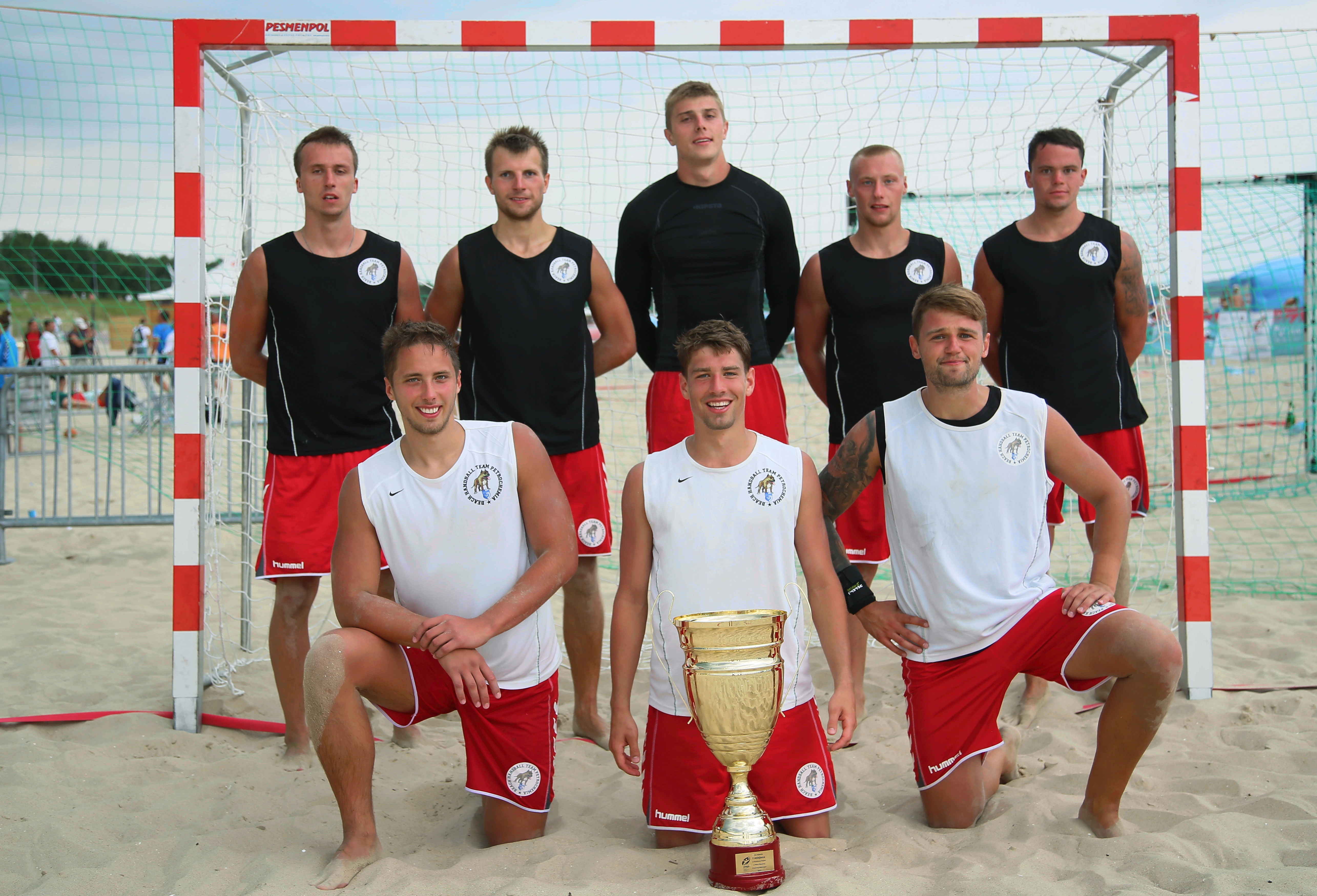
Puchar Polski Świnoujście 2013 r. Na zdjęciu od lewej: Miłosz Rupp, Łukasz Niedzielak, Marcin Miedziński, Patryk Orędowicz, Filip Koper, Kacper Adamski, Artur Niesłuchowski, Adrian Fiodor

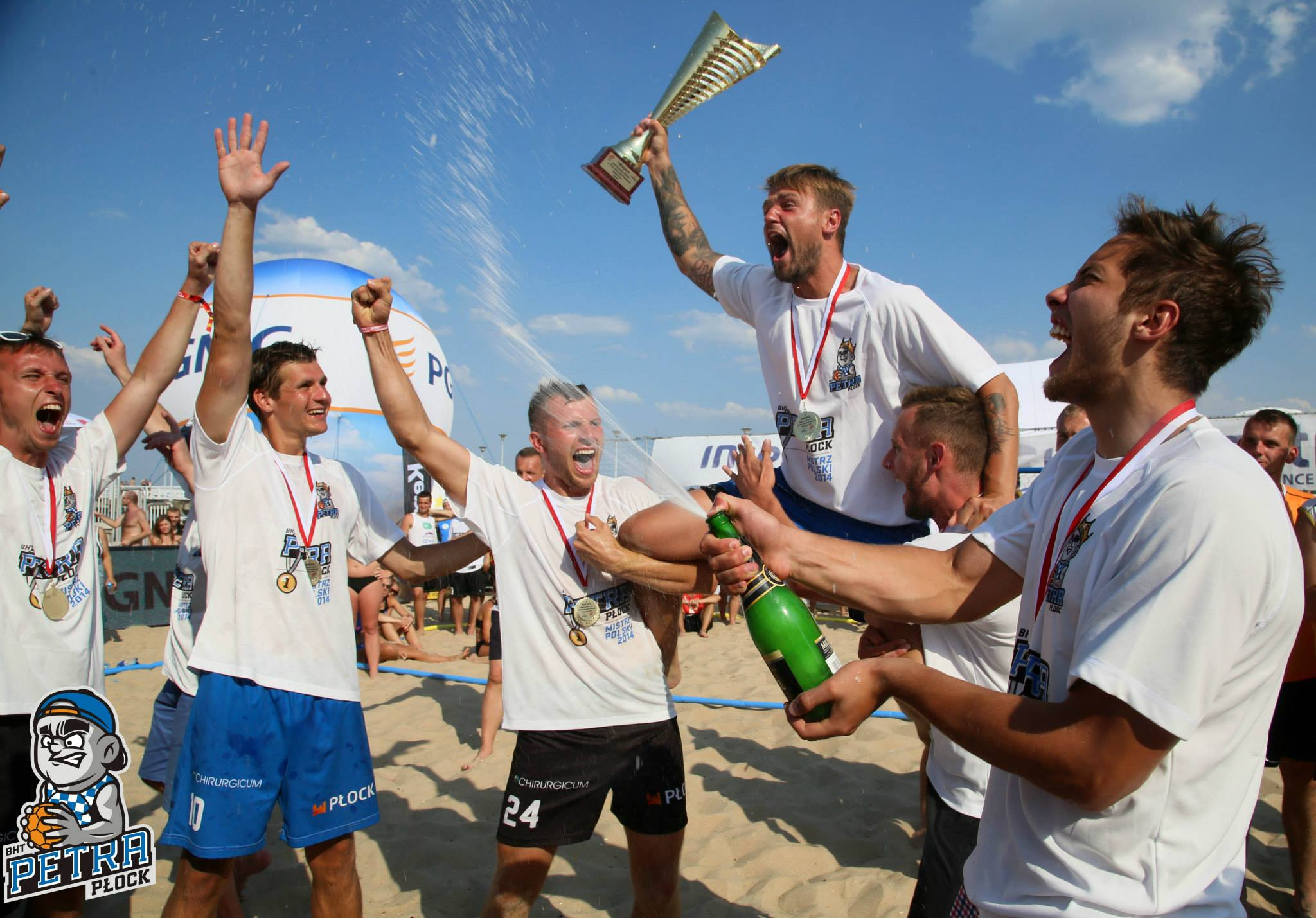
Pierwsze krajowe mistrzostwo zawodnicy Petry świętowali na plaży w Gdańsku Brzeźnie

Beach Handball Team Petra Płock – polski męski klub piłki ręcznej plażowej, założony w 2012 w Płocku. 8-krotny mistrz kraju, 8-krotny zdobywca Pucharu Polski, zwycięzca EHF Champions Cup w 2022 r.

## Rok 2012
W 2012 roku, w Płocku powstała drużyna piłki ręcznej plażowej pod nazwą BHT Petrochemia Płock. W jej składzie grają wychowankowie ORLEN Wisły Płock, którzy na co dzień występują w najwyższych klasach rozgrywkowych halowej piłki ręcznej. W pierwszym roku istnienia klubu, drużyna zajęła V miejsce na turnieju w Sierpcu oraz X miejsce w IV Festiwalu Sportów Plażowych w Inowrocławiu. W składzie znajdował się m.in. Kamil Syprzak

## Rok 2013
Klub pozyskuje sponsora tytularnego - firmę Auto Forum - i występuje pod nazwą BHT Auto Forum Petra Płock. Zespół bierze udział w międzynarodowym turnieju w Szwajcarii, gdzie zajmuje III miejsce. W Mistrzostwach Polski drużyna kończy na V pozycji w klasyfikacji generalnej. To w tym okresie zespół odnosi swój pierwszy sukces, jakim jest zdobycie Pucharu Polski w Świnoujściu.
W reprezentacji Polski w piłce ręcznej plażowej pierwsze powołania otrzymują Marcin Miedziński oraz Adrian Fiodor, którzy wraz z kadrą zajmują 9. miejsce na mistrzostwach Europy w Randers, Dania (22-23 czerwca).
W plebiscycie organizowanym przez Tygodnik Płocki i Gazetę Wyborczą, BHT Auto Forum Petra Płock zostaje uznana przez mieszkańców Płocka za najpopularniejszego sportowca miasta w 2013 roku.

## Rok 2014
Klub odnosi znaczące sukcesy, zdobywając pierwsze Mistrzostwo Polski poprzez uzyskanie największej liczby punktów w klasyfikacji generalnej. W Płocku po raz pierwszy organizowany jest turniej rangi mistrzostw Polski o Puchar Prezydenta Miasta Płocka, który zostaje wygrany przez miejscową drużynę. 
Klub rozpoczyna szkolenie młodzieży, zdobywając złoty medal w kategorii juniora młodszego (rocznik 1997) oraz w kategorii juniora (1996) na plaży w Szczecinie Dąbiu. 
W Plebiscycie Tygodnika Płockiego i Gazety Wyborczej zespół BHT Auto Forum Petra Płock zostaje uznany za najpopularniejszego sportowca Płocka w 2014 roku i zajmuje drugie miejsce w kategorii najlepszego sportowca.

## Rok 2015

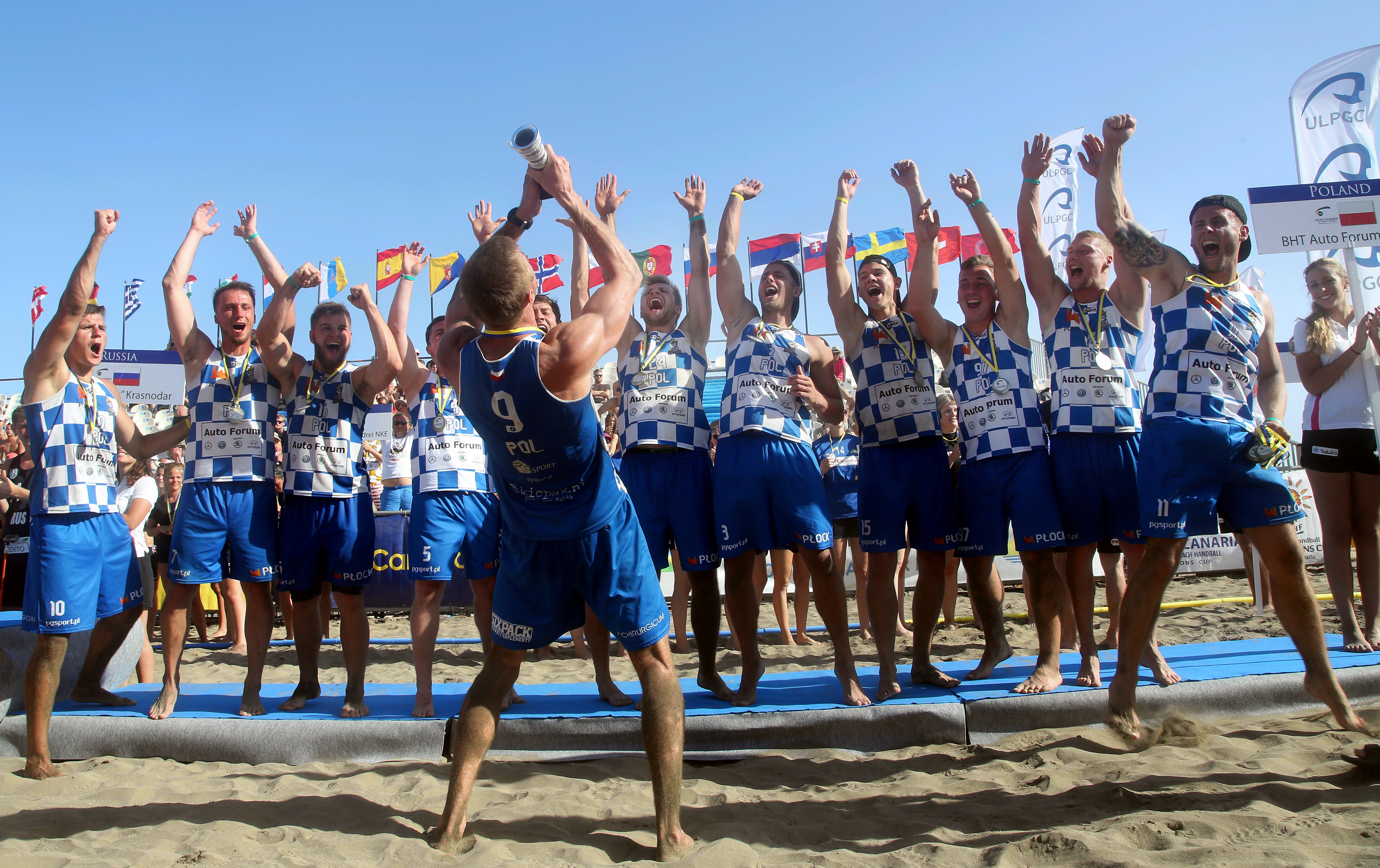
BHT Auto Forum Petra Płock III drużyną w Europie w 2015 r.

W 2015 roku plażowi piłkarze ręczni z Płocka odnieśli pierwsze sukcesy na arenie międzynarodowej. Sezon rozpoczęli od wygarnej w mocno obsadzonym halowym turnieju w Einsiedeln, Szwajcaria (2-4 stycznia 2015). Ten sukces był częścią przygotowań do finałowego turnieju European Beach Handball Tour, który miał miejsce na Węgrzech w maju 2015 roku. W swoim debiucie w klubowych mistrzostwach Petra zajęła VIII miejsce.    
Na Młodzieżowe Mistrzostwa Polski w Szczecinie Dąbiu BHT Auto Forum Petra Płock wysłała trzy drużyny (roczniki 1998, 1997, 1996). W kategorii juniora młodszego Petra zdobyła złoty i brązowy medal, juniorzy wrócili do Płocka ze srebrem.     
W składzie reprezentacji Polski na Mistrzostwa Europy w piłce ręcznej plażowej znaleźli się Miłosz Rupp, Bartosz Wojdak, Marcin Miedziński, Adrian Fiodor i Kacper Adamski, kadra zajęła IX miejsce w Lloret de Mar.
Płocczanie zdobyli Puchar Polski i Mistrzostwo Polski potwierdzając swoją pozycję lidera w kraju. Czołowa pozycja w Polsce zapewniła Petrze kwalifikacje do prestiżowego turnieju klubowych Mistrzostw Europy na Wyspach Kanaryjskich. Płocczanie awansowali do półfinału mistrzostw, po wygranej 2:1 w zaciętym pojedynku z CBMP Ciudad de Málaga (Hiszpania), jednak porażka z drużyną ze Szwecji, skierowała ich do walki o brązowy medal z Detono Zagrzeb (Chorwacja). Seria shootoutów przyniosła pozytywne rozstrzygnięcie dla Płocczan, umożliwiając im zdobycie pierwszego w historii polskiej męskiej piłki ręcznej plażowej medalu na międzynarodowym poziomie. 
W plebiscycie Tygodnika Płockiego i Gazety Wyborczej, drużyna ponownie została uznana za najpopularniejszą w 2015 roku.

## Rok 2016
Seniorzy BHT AUTO Forum Petra Płock rozpoczęli sezon od udziału w finałach EBT 2016 Salonikach, zajmując piąte miejsce i poprawiając wynik sprzed roku. W turnieju wzięło udział 10 najlepszych zespołów w rankingu EHF. 

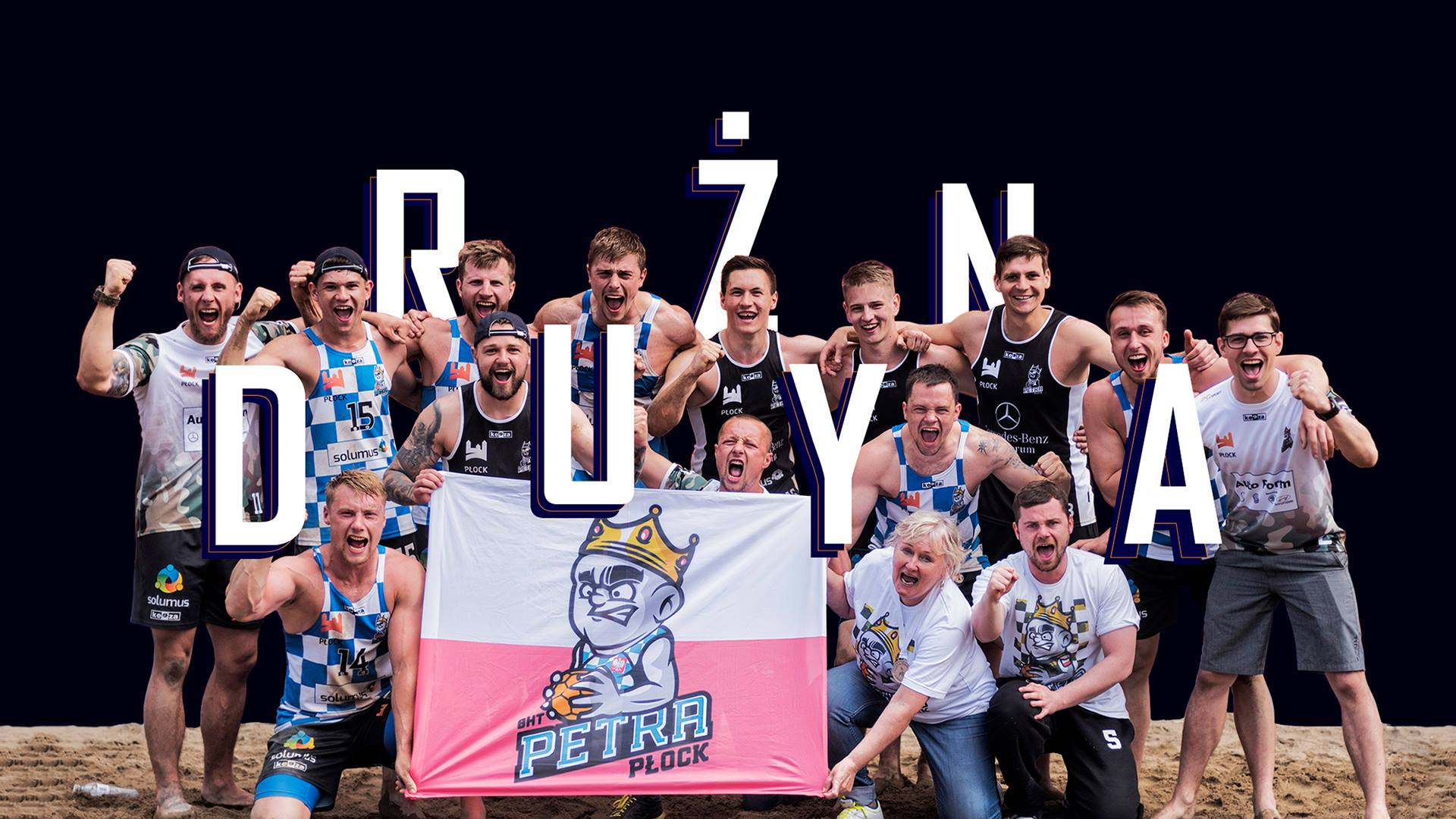
W 2016 drużyna Petry Płock zdominowała krajowe rozgrywki.

Płocczanie wygrali również turniej we włoskiej Gaecie, zdobywając cenne punkty w rankingu EHF i zbliżając się do kolejnych finałów EBT. Indywidualne wyróżnienia przypadły Marcinowi Miedzińskiemu (najlepszy zawodnik), Adrianowi Fiodorowi (najlepszy bramkarz) i Bartoszowi Wojdakowi (najskuteczniejszy zawodnik).
Klasyfikacja mistrzostw Polski 2016:
1. BHT AUTO Forum Petra Płock – 18 pkt
2. BHT GRU Juko Piotrków Tryb. – 14 pkt
3. Fundacja Akademia Sportu Gdańsk – 11 pkt
4. BHT AUTO Forum Petra 97 Płock – 8 pkt
5. BHT Orły Olsztyn – 8 pkt
6. SPRP Damy Radę Inowrocław – 4 pkt

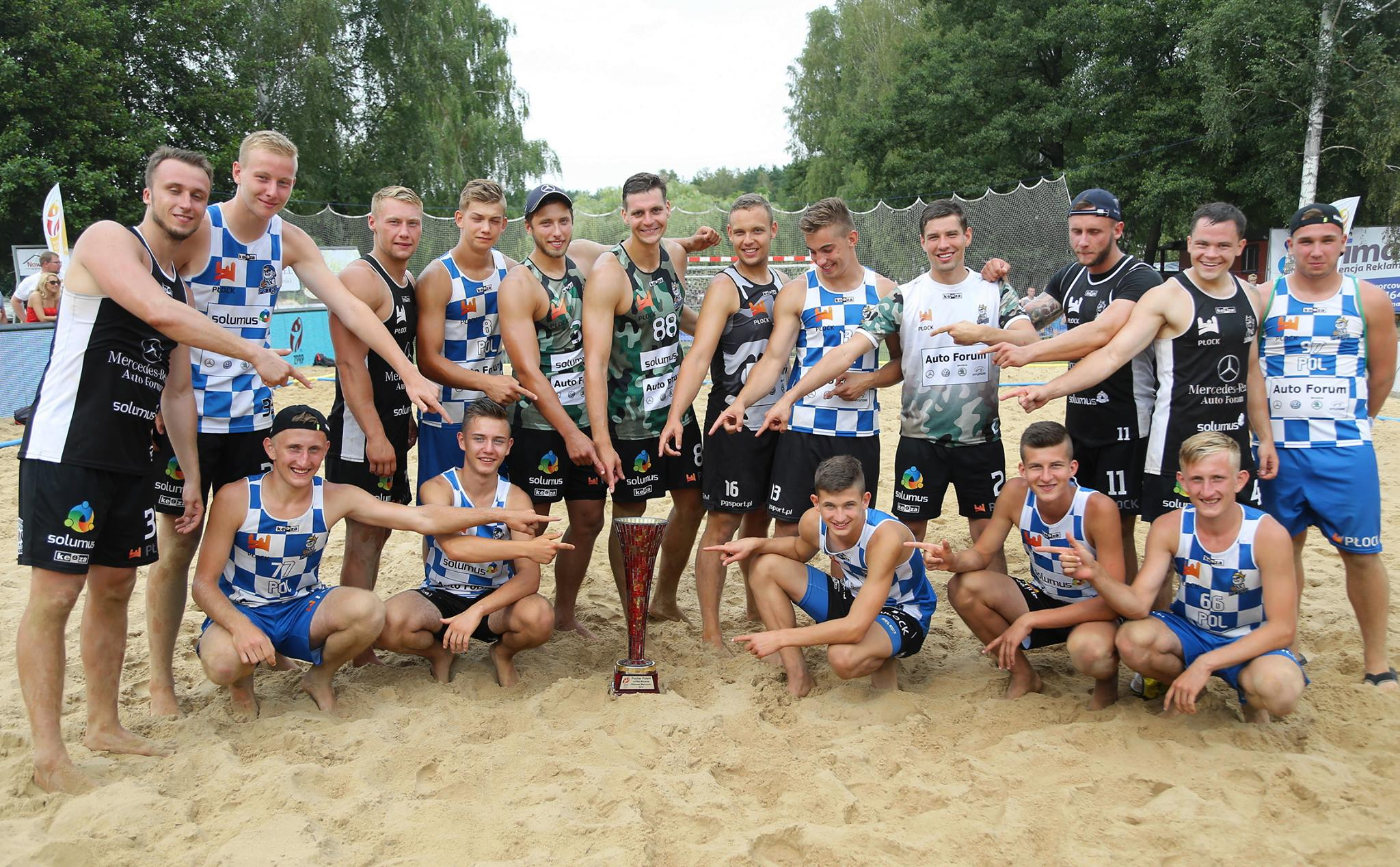
W finale Pucharu Polski w 2016 r. spotkały się dwie drużyny BHT Petry Płock

Płocczanie zdobyli mistrzostwo Polski po raz trzeci z rzędu, wygrywając w każdym turnieju mistrzostw. Dobra pozycja juniorów – czwarte miejsce w klasyfikacji MP – jest znaczącym osiągnięciem.
W Młodzieżowych Mistrzostwach Polski juniorzy Petry Płock zdominowali rozgrywki zdobywając dwa pierwsze miejsca w kategorii juniorów (rocznik 1998, 1997) oraz złoto w kategorii juniora młodszego (rocznik 2000). 
Potwierdzeniem dominacji drużyny z Płocka w krajowych rozgrywkach były zawody o Puchar Polski w Grudziądzu, w finale którego zmierzyły się dwa zespoły BHT Auto Forum Petry Płock. 
Na Wyspach Kanaryjskich rozegrano Klubowe Mistrzostwa Europy (04-06.11.2016), gdzie BHT Auto Forum Petra Płock, mistrz Polski i zdobywca Pucharu Polski, zdobył IV miejsce. Pomimo braku kilku kluczowych zawodników, płocczanie kolejny raz pokazali się z dobrej stronie na arenie międzynarodowej. 

## Rok 2017
BHT Auto Forum Petra Płock rozpoczęła sezon od wygranej w inauguracyjnym turnieju nowego cyklu mistrzostw Polski PGNiG Summer Superliga. Zespół z Płocka był najlepszy na turnieju rozgrywanym na Placu Solnym we Wrocławiu.        
W dniach 26-28.05.2017 zespół BHT Auto Forum Petra Płock wziął udział w finałowym turnieju Europen Beach Handball Tour w Gaeta (Włochy). Zakończył się on dużym sukcesem dla płocczan – zajęciem II miejsca. Jest to najlepszy wynik w historii osiągnięty przez polskie zespoły w finałach EBT.   

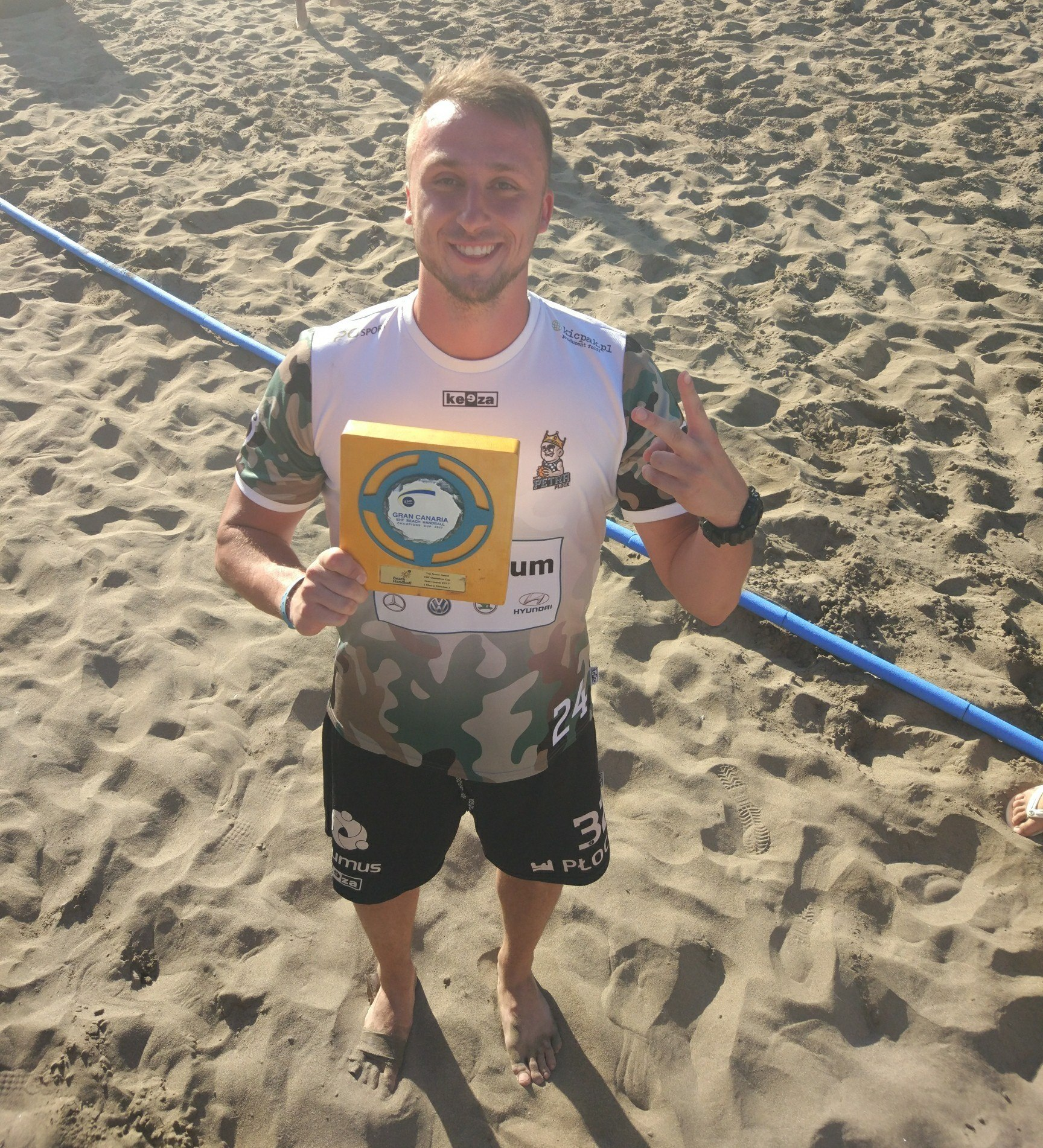
Miłosz Rupp z 125 pkt. był najskuteczniejszym strzelcem podczas klubowych mistrzostw Europy rozgrywanych na Gran Canarii w 2017 r.

Bardzo udanie rozpoczęły również sezon zespoły młodzieżowy Petry. Podczas Młodzieżowych Mistrzostw Polski w piłce plażowej zdobył tytuł mistrzowski w kategorii juniora. 
Reprezentacja Polski w roli gospodarza przystąpiła do turnieju World Games 2017, a w składzie znaleźli się przedstawiciele Petry: Kacper Adamski, Adrian Fiodor, Marcin Miedziński, Bartosz Wojdak, Miłosz Rupp oraz Michał Kwiatkowski w roli asystenta głównego trenera Krzysztofa Kisiela. W Światowych Igrzyskach nasza drużyna wywalczyła VII miejsce. Turniej we Wrocławiu poprzedziły mistrzostwa Europy w Chorwacji, gdzie Polacy zajęli 10. miejsce. 
Po raz czwarty z rzędu tytuł mistrza Polski i Puchar Polski zdobył zespół seniorski BHT Auto Forum Petra Płock. W ostatnim turnieju decydującym o końcowej klasyfikacji mistrzostw Polski 2017 w Warszawie płocczanie nie dali szans rywalom. Wygrali wszystkie mecze i zostali mistrzami Polski. 
Jeden z najważniejszych turniejów w europejskiej piłce ręcznej plażowej został rozegrany na wyspie Gran Canaria w Hiszpanii z udziałem mistrzów Polski zespołu BHT Auto Forum Petra Płock. Turniej został przeprowadzony w gronie 12 najlepszych drużyn w Europie. W 2017 roku BHT Auto Forum Petra Płock w okrojonym składzie zajęła V miejsce.

## Rok 2018
Nowy sezon płoccy piłkarze ręczni plażowi rozpoczęli mocnym akcentem. W finałach młodzieżowych mistrzostw Polski rozegranych w Mysłowicach wystartowały dwa zespoły Petry i obydwa spotkały się w meczu o I miejsce. Złoty i srebrny medal powędrowały do Płocka.
Początek czerwca, to najważniejsza impreza klubowa – EBT Finals Poland 2018 – klubowe mistrzostwa Europy, pierwszy raz w historii rozegrane w Polsce na terenie Hotelu Anders w Starych Jabłonkach. Wśród 24 zespołów wystąpił ubiegłoroczny klubowy wicemistrz Europy BHT Auto Forum Petra Płock. Niestety płocczanie zawiedli. Nie przebrnęli eliminacji, w których odnieśli tylko jedno zwycięstwo z TSHV Camelot 2 – 0. W spotkaniu o 9. miejsce piłkarze plażowi Petry przegrali już drugi raz w tym roku 2—1 z doskonale sobie znanym polskim zespołem BHT GRU Juko Piotrków Trybunalski (wystąpił z „dziką kartą”) i tym samym płocczanie musieli zadowolić się tylko X miejscem.

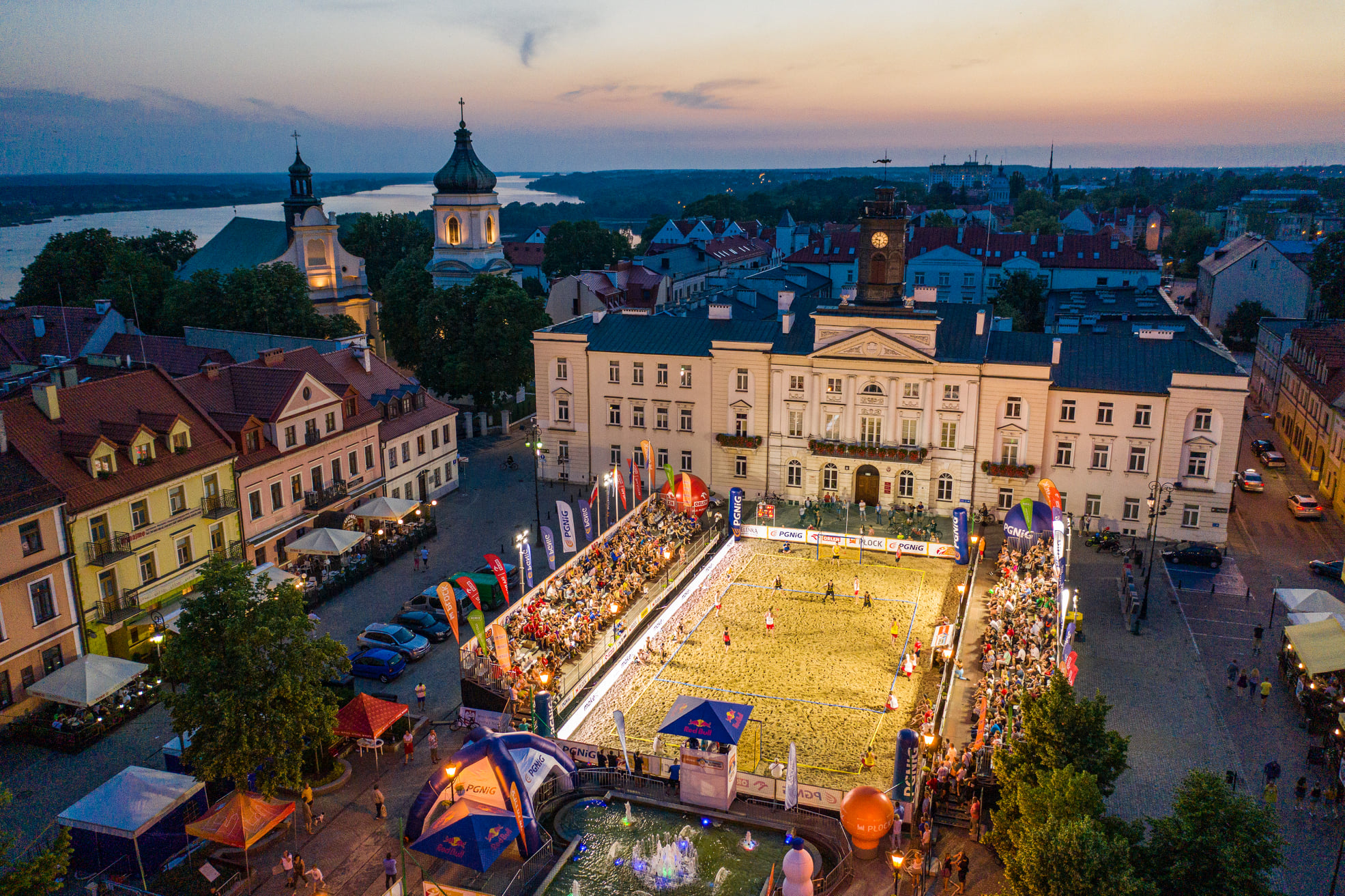
Turnieje rozgrywane na specjalnie przygotowanym stadionie na Starym Rynku w Płocku to jedne z czołowych europejskich wydarzeń w piłce ręcznej plażowej.

PGNiG Summer Superliga 2018 Płock - 24 zespoły (12 mężczyzn i 12 kobiet) w tym 10 zespołów z Europy i Afryki na specjalnie przygotowanej plaży na Starym Rynku przed płockim ratuszem rozegrały kolejny turniej o mistrzostwo Polski. Turniej zdominowały zagraniczne drużyny, a faworyci grupy męskiej, obrońcy tytułu BHT Auto Forum Petra Płock, zajęli dopiero VII miejsce. Najlepsi w turnieju okazali się główni pretendenci do zwycięstwa zawodnicy Detono Zagrzeb, którzy zwyciężyli węgierski Salgotarjani Strandepitok. Płocczanie wygrali grupę i w fazie ćwierćfinałowej niespodziewanie przegrali w trzech setach z węgierskim Beach Stars BHC. W pięcioletniej historii turnieju, to najsłabszy wynik płockich piłkarzy ręcznych plażowych. 
Bardzo duży sukces, w którym ogromny udział mieli reprezentanci BHT Auto Forum Petra Płock odniosła reprezentacja młodzieżowa Polski do lat 18 w mistrzostwach Europy w Czarnogórze. Nasi reprezentanci wywalczyli wicemistrzostwo Europy. W jej podstawowym składzie wystąpili płocczanie: Krystian Matusiak, Patryk Petyn, Mikołaj Czapliński i Maciej Fabianowicz (kapitan).
Sezon 2018 zakończył się finałami w Starych Jabłonkach, gdzie BHT Auto Forum Petra Płock zdobyła III miejsce, co oznaczało utratę panowania na mistrzowskim tronie po 4 latach. Płocczanie zdobyli jednak Puchar Polski.

## Rok 2019
Po nieudanym ubiegłorocznym sezonie, płoccy piłkarze ręczni plażowi przystąpili do nowego sezonu bez głównego sponsora Auto Forum, występując w jako BHT Petra Płock. Po przygotowaniach na własnym obiekcie nad Zalewem Sobótka i kilku turniejach krajowych, startowali w Klubowych Mistrzostwach Europy w Rumunii, gdzie zajęli XII miejsce.
W 2019 roku Petra wywalczyła kolejny tytuł Młodzieżowego Mistrza Polski w Kątach Wrocławskich, pokonując w finale SAS Gdańsk 2-0 oraz GOKiS Kąty Wrocławskie w półfinale 2-0.
Podczas mistrzostw Europy w Starych Jabłonkach reprezentacja Polski z liczną grupą płockiego zespołu zajęła VII miejsce. W składzie reprezentacji znaleźli się przedstawiciele Petry: Mikołaj Czapliński, Paweł Kowalski, Łukasz Niedzielak, Maciej Fabianowicz, Miedziński Marcin, Miłosz Rupp, Bartosz Wojdak oraz Artur Niesłuchowski w roli kierownika drużyny. 
W tym sezonie nie udało się osiągnąć takich wyników jak poprzednio. Płocczanie nie tylko nie obronili tytułu, ale nie zdobyli medalu. Po przegranych z BHT GRU Juko Piotrków Trybunalski 0-2 i BHT Damy Radę Inowrocław 1-2 w półfinale i meczu o brązowy medal, Petra zajęła IV miejsce. Jedynym sukcesem seniorów była II pozycja w klasyfikacji Pucharu Polski.

## Rok 2020
18–19.01.2020 roku w Warszawie odbył się Superpuchar Polski, z udziałem czterech najlepszych drużyn poprzedniego sezonu: Autoinwest Stowarzyszenie Akademia Sportu Gdańsk, BHT GRU Juko Piotrków Trybunalski, BHT Damy Radę Inowrocław i BHT Petra Płock. Płocczanie przegrali półfinał 1-2 z BHT GRU Juko Piotrków Trybunalski i zdobyli trzecie miejsce, pokonując BHT Damy Radę Inowrocław 2-1.
Cykl najważniejszych turniejów PGNiG Summer Superligi rozpoczął się w Inowrocławiu. Pomimo nieudanego poprzedniego sezonu, płoccy zawodnicy osiągnęli sukces, zwyciężając w turnieju, przegrywając tylko raz w grupie eliminacyjnej. W kolejnym turnieju w Starych Jabłonkach płocczanie odnieśli jedno zwycięstwo w grupie i nie zakwalifikowali się do dalszych gier o czołowe lokaty. Czwarty turniej w Warszawie na Monta Beach Volley Club przyniósł zwycięstwo płockiej drużynie, która pokonała wszystkich rywali w grupie i wygrała finał z BHT GRU Juko Piotrków Trybunalski.
W turnieju finałowym mistrzostw Polski płocczanie imponowali dobrą dyspozycją w fazie grupowej i półfinale, lecz przegrali ostatecznie z BHT GRU Juko Piotrków Trybunalski, zdobywając brązowy medal.
Do drużyny roku sezonu 2020 nominowani zostali zawodnicy BHT Petry Płock: Marcin Miedziński, Filip Koper i Łukasz Niedzielak.
Mistrzostwa Polski juniorów w Kątach Wrocławskich przyniosły brązowy medal dla juniorów Petry, którzy bronili tytułu mistrza z poprzedniego roku.

## Rok 2021

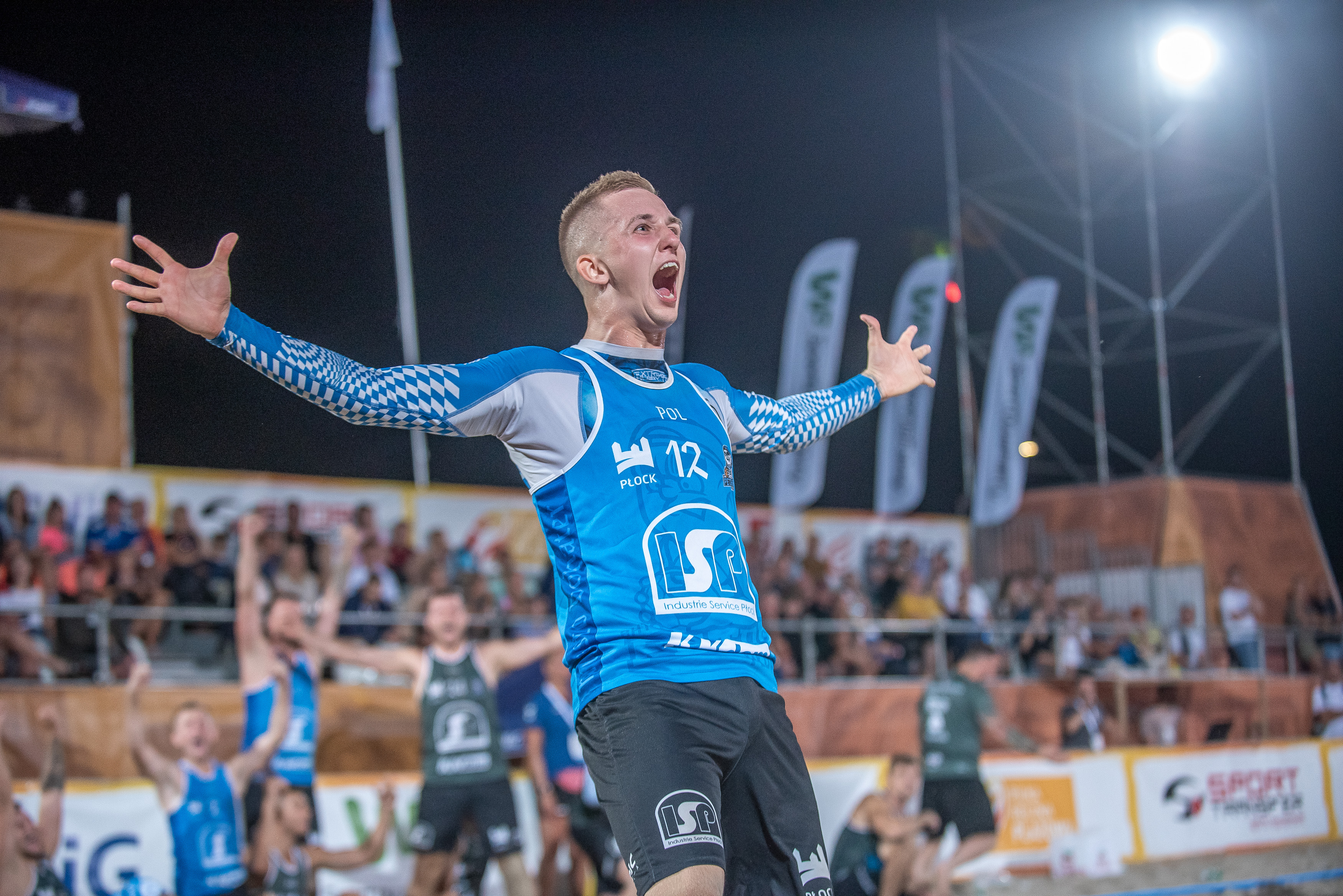
Krystian Matusiak bramkarz Petry był kluczowym zawodnikiem podczas finałów w Darłowie

W ostatni weekend czerwca rozpoczął się sezon piłki plażowej w Polsce. Zespół BHT Petra Płock, rozpoczął sezon od III miejsca na turnieju w Warszawie i VII pozycji na turnieju w Łomży. Przełomowym momentem w sezonie była wygrana na turnieju w Gdańsku i powtórzenie tego wyniku w Starych Jabłonkach. Dobrą dyspozycję udało się utrzymać drużynie w finałowym turnieju Darłowie, na którym płocczanie w świetnym stylu po raz piąty zdobyli tytuł Mistrza Polski. 
Zawodnicy Petry zostali powołani do reprezentacji Polski na mistrzostwa Europy, elementem przygotowań kadry był turniej na Gran Canaria. W składzie BHT Petra Płock znaleźli się doświadczeni zawodnicy Marcin Miedziński, Łukasz Niedzielak, Miłosz Rupp, Bartosz Wojdak, Maciej Fabianowicz, Paweł Kowalski, Krystian Matusiak. a także młodsza kadra. Reprezentacja Polski wywalczyła VII miejsce na mistrzostwach Europy rozgrywanych w Warnie, Bułgarii.

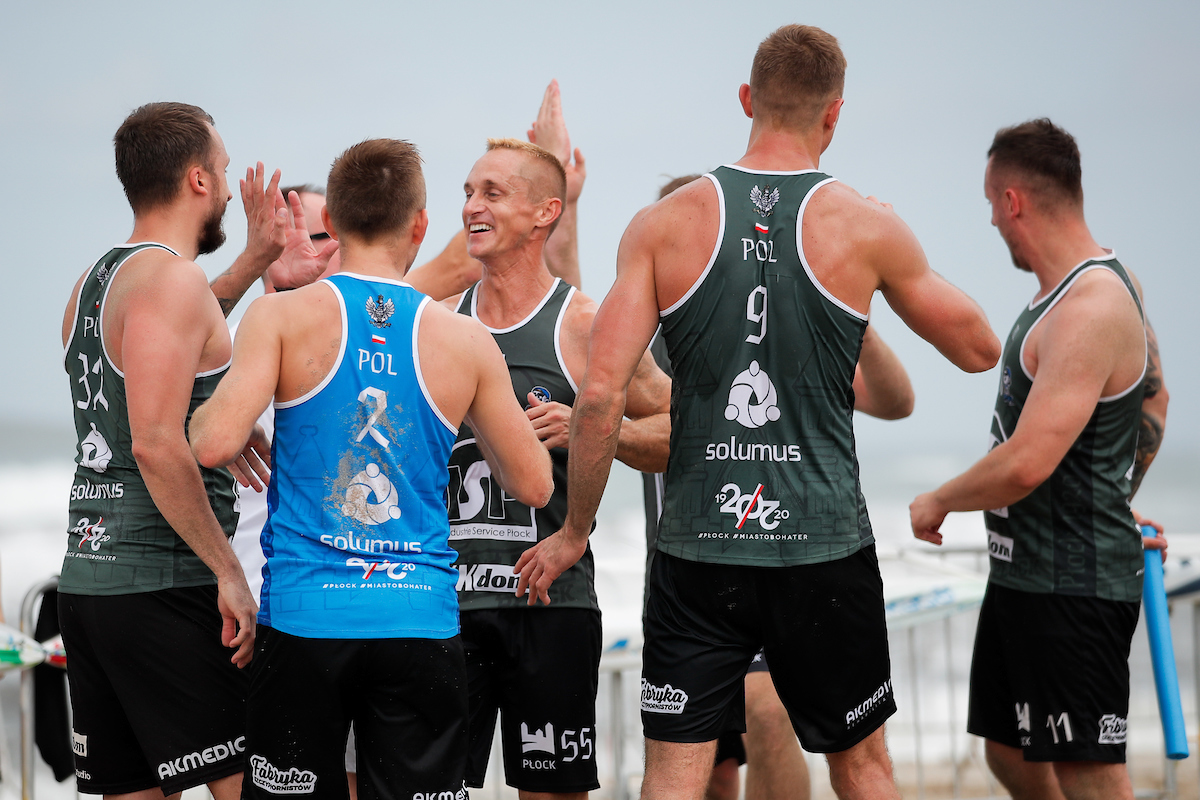
Podczas turnieju EHF Champions Cup w Palermo w barwach Petry turniej rozegrał reprezentant USA Charlie White

Po udanym sezonie w Polsce, płocczanie wzięli udział w jednym z najbardziej prestiżowych turniejów w piłce ręcznej plażowej – w Klubowych Mistrzostwach Europy EHF Beach Handball Champions Cup, który zostały rozegrany w Palermo we Włoszech. BHT Petra Płock wygrała wszystkie mecze grupowe – Fervas BHC 2 – 0, ASD Grosseto Handball 2 – 0, BHC Sand Devils 2 – 1, Cincomaisum A.C. 2 – 0. Niestety w ćwierćfinale płocczanie ulegli hiszpańskiej CBMP Ciudad de Malaga 0 – 2 i pozostała im walka o miejsca 5 – 8. Na tym etapie Petra okazała się najlepsza. Pokonała Beachmopeten 2 – 1 i BHC Sand Devils 2 – 1 i zakończyła rywalizację na piątym miejscu w Europie. Ostateczny bilans występu we Włoszech, to sześć wygranych spotkań i zaledwie jedna porażka z późniejszymi mistrzami Europy.
Indywidualne wyróżnienie otrzymał Marcin Miedziński, najskuteczniejszy zawodnik Petry w całym turnieju, który łącznie zdobył 65 punktów. Został zaproszony przez Europejską Federację Piłki Ręcznej do udziału w pokazowym meczu gwiazd.

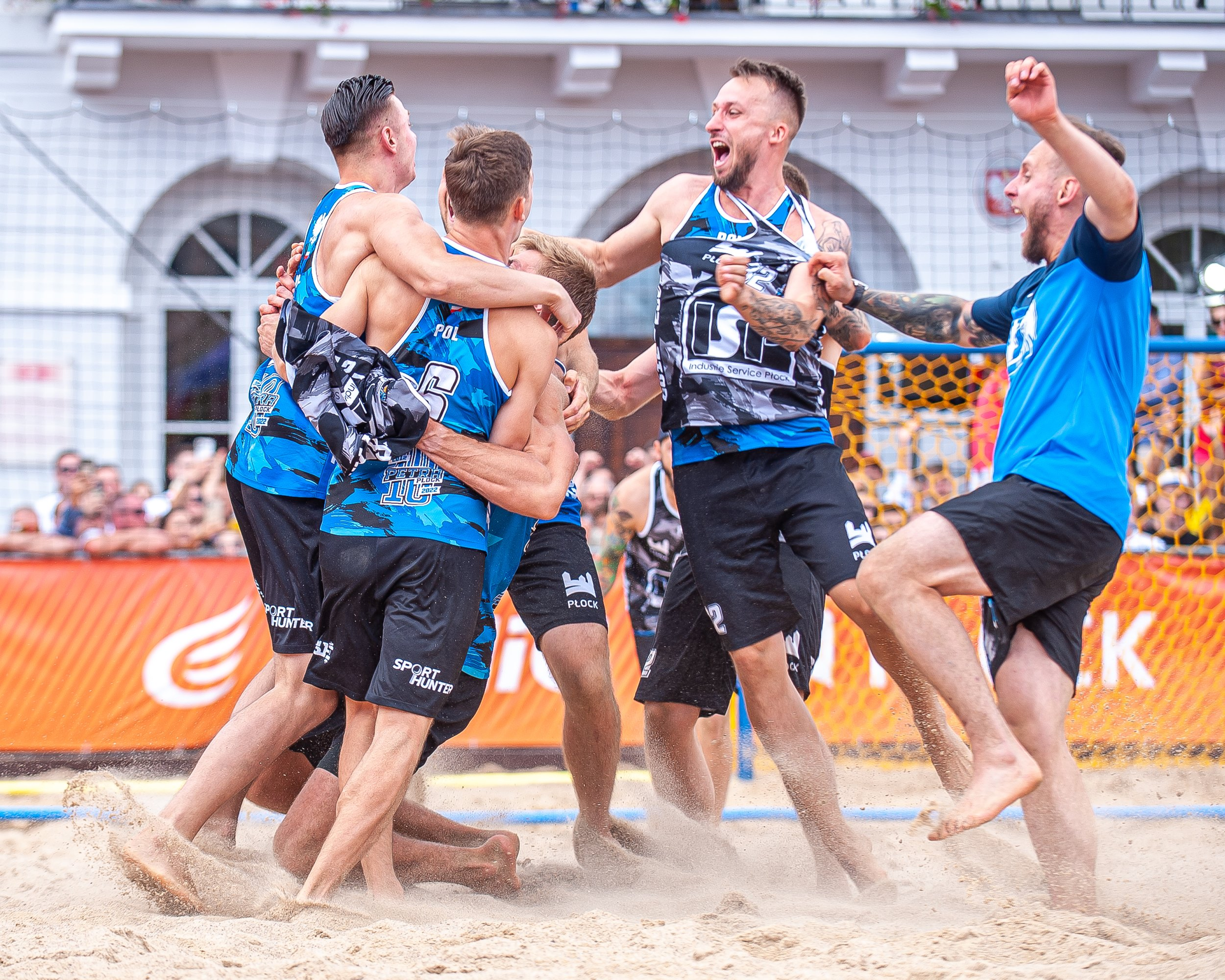
Mistrzostwo Polski w 2022 Petra świętowała na stadionie zbudowanym na Starym Rynku w Płocku

## Rok 2022
Świetny początek nowego sezonu „płockiej plażówki”. Na jego otwarcie BHT Petra Płock zwyciężyła w rozegranym w Inowrocławiu Memoriale Andrzeja Grabowskiego i Krzysztofa Pańki - Pucharze Polski. W turnieju nie poniosła żadnej porażki i bez straty seta pokonała SAS II Gdańsk 2–0, dwukrotnie Ekoserwis Damy Rade Inowrocław 2-0 i SAS Gdańsk 2–0. 
Druga świetna wiadomość na początek nowego sezonu - płoccy zawodnicy i sympatycy piłki ręcznej plażowej mają nowy profesjonalny obiekt do uprawiania tej dyscypliny sportowej. 28 maja 2022 roku Prezydent Płocka Andrzej Nowakowski otworzył uroczyście nowo wybudowane boisko do piłki ręcznej plażowej. Powstało ono na Osiedlu Podolszyce Północ obok Centrum Sportów Ekstremalnych. 
Od 26 maja do 29 maja 2022 roku płocczanie uczestniczyli w silnie osadzonej XI edycji turnieju CAMELOT HANDBALL TILBURG (Holandia). W ostatecznej klasyfikacji turnieju po pokonaniu w ostatnim meczu Ekoserwis Damy Rade Inowrocław 2–0 uplasowali się na V miejscu.

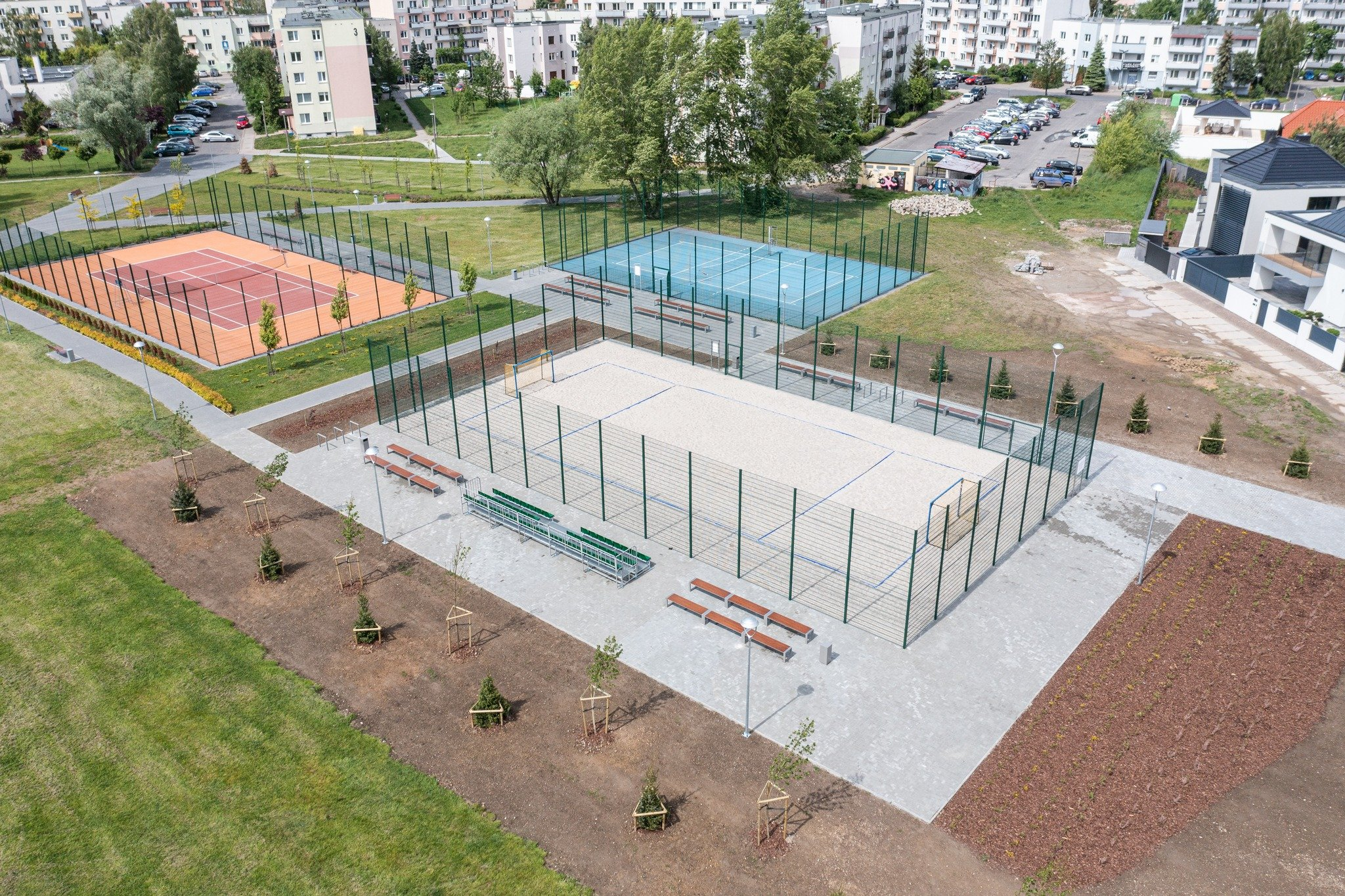
W Płocku w 2022 powstał nowoczesny obiekt do piłki ręcznej plażowej

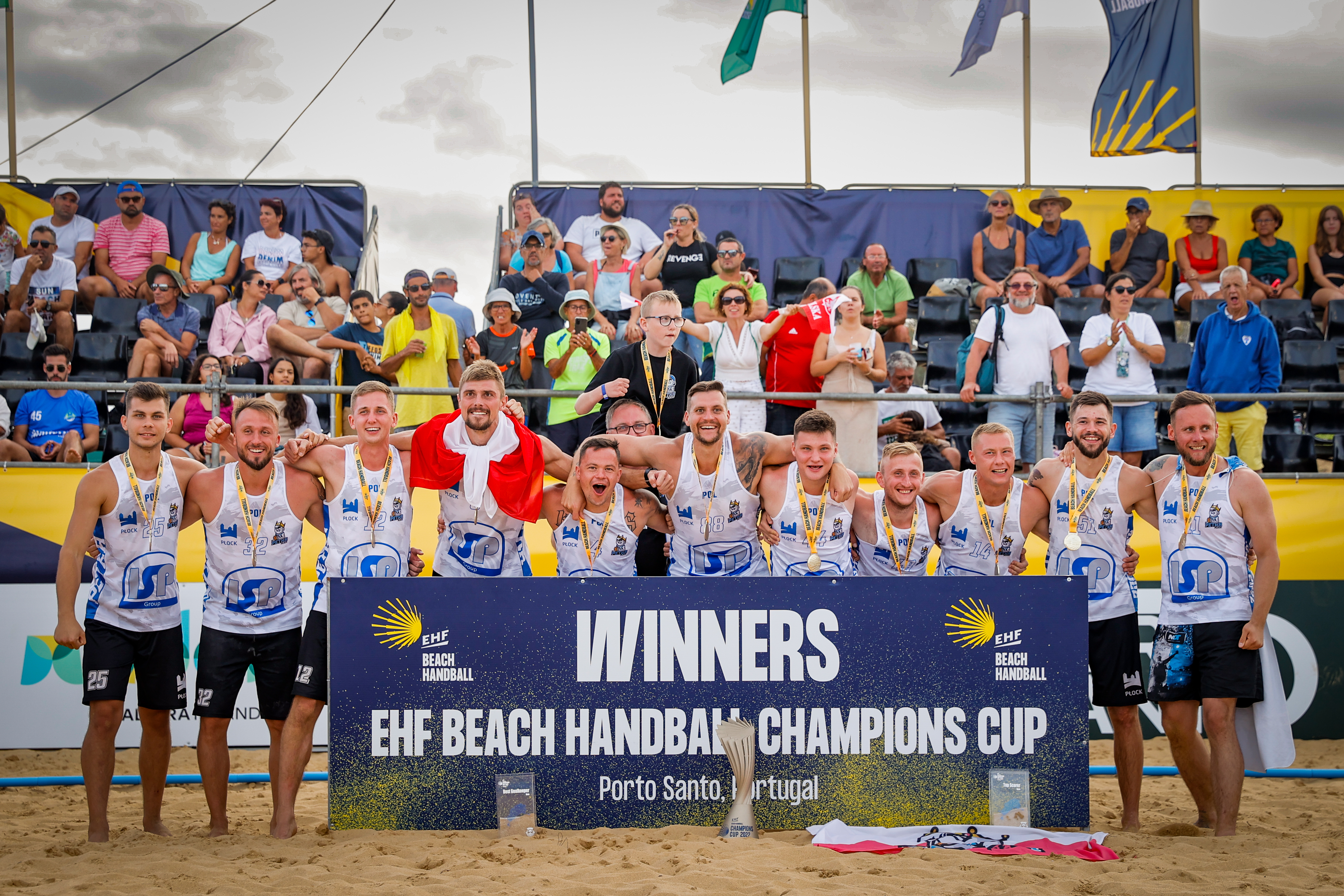
BHT Petra Płock klubowym mistrzem Europy w sezonie 2022

Zawodnicy Petry znaleźli się w kadrze Polski na turnieju eliminacyjnym mistrzostw Europy, który został rozegrany w Czechach, Pradze (IX miejsce) oraz podczas turnieju IHF Global Tour (III miejsce) rozgrywanego w Gdańsku. W sztabie kadry znalazł się Adrian Fiodor, a w składzie: Bartosz Wojdak, Łukasz Niedzielak, Cezary Marciniak, Maciej Fabianowicz, Krystian Matusiak, Jakub Goleniewski. 
Inauguracja tegorocznej edycji odbyła się w Warszawie. Bezkonkurencyjni w niej okazali się szczypiorniści plażowi BHT Petra Płock, którzy bez straty seta pokonali wszystkich rywali.W ramach przygotowań do następnych turniejów zawodnicy Petry wzięli udział w VIII Charytatywnym Turnieju Piłki Ręcznej Plażowej Gramy dla Poli i Franka w Bielsku-Białej. Turniej zakończył się bezapelacyjnym zwycięstwem zespołu Petry, która zaliczyła komplet wygranych. Najlepszym bramkarzem turnieju uznany został Płocczanin Krystian Matusiak. Całą wygraną finansową zespół Petry przekazał na rzecz Poli i Franka. 
W Sulejowie (19 – 21.07.2022) rozegrane zostały finały mistrzostw Polski w kategorii juniora młodszego. BHT Petra Płock zajęła w nich VI miejsce. 
6 – 7 sierpnia 2022 roku w przepięknej scenerii płockiej Starówki została rozegrana ostateczna batalia o mistrzostwo Polski 2022. Wyszli z niej zwycięsko szczypiorniści BHT Petry Płock. Jednak zwycięstwo nie przyszło im łatwo. Już w eliminacjach musieli uznać wyższość swoich odwiecznych rywali z Piotrkowa Trybunalskiego 1-2. W następnych pojedynkach pokonali SAS II Gdańsk 2–0 i Ekoserwis Damy Rade Inowrocław 2–0. W półfinale turnieju pokonali SPR GOKiS Kąty Wrocławskie 2–0. W finale Płocczanie po dramatycznym pojedynku w ostatniej sekundzie „wydarli” zwycięstwo. Pokonali BHT GRU Juko Piotrków Trybunalski 2–1. 

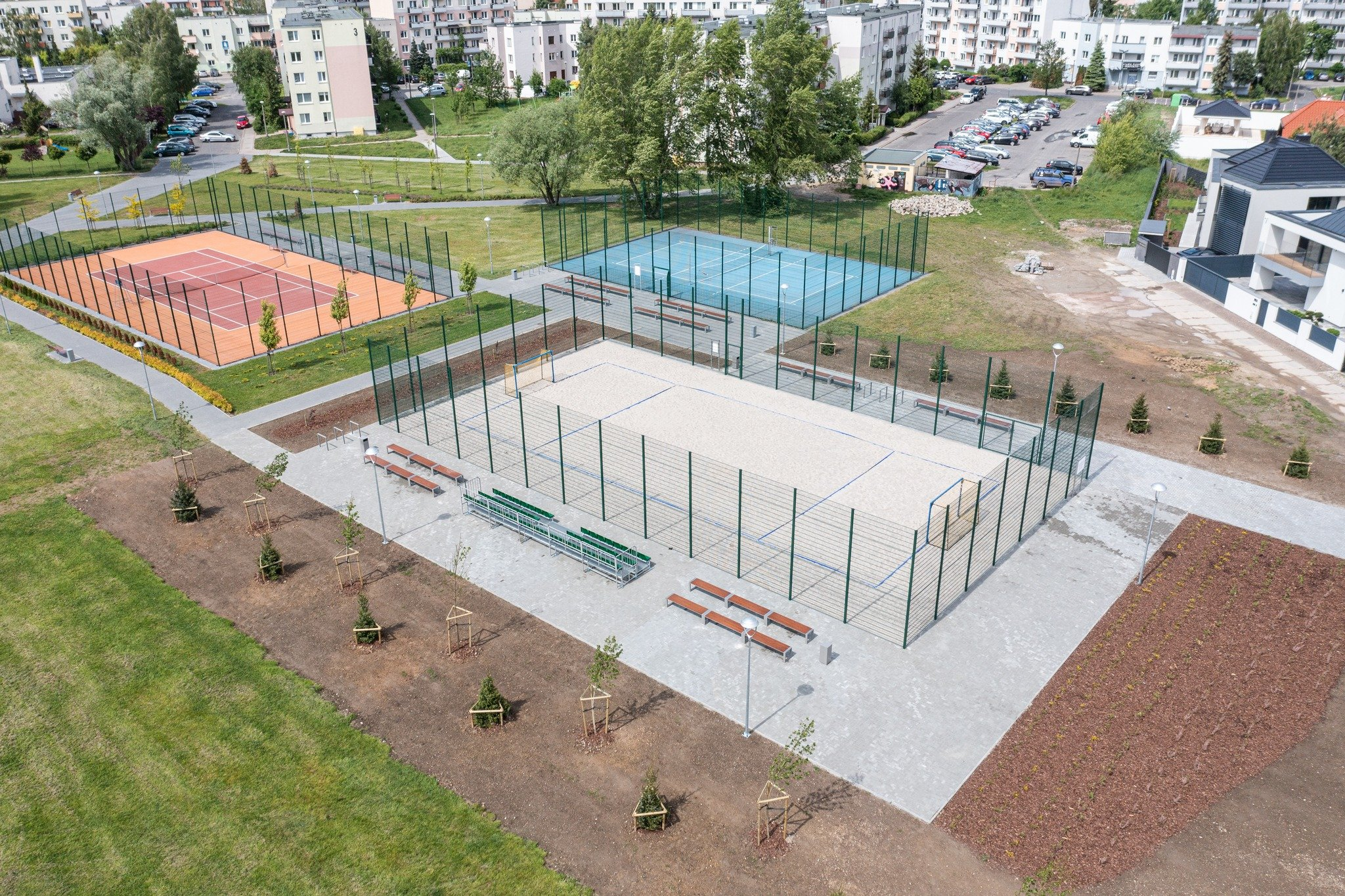
W Płocku w 2022 powstał nowoczesny obiekt do piłki ręcznej plażowej

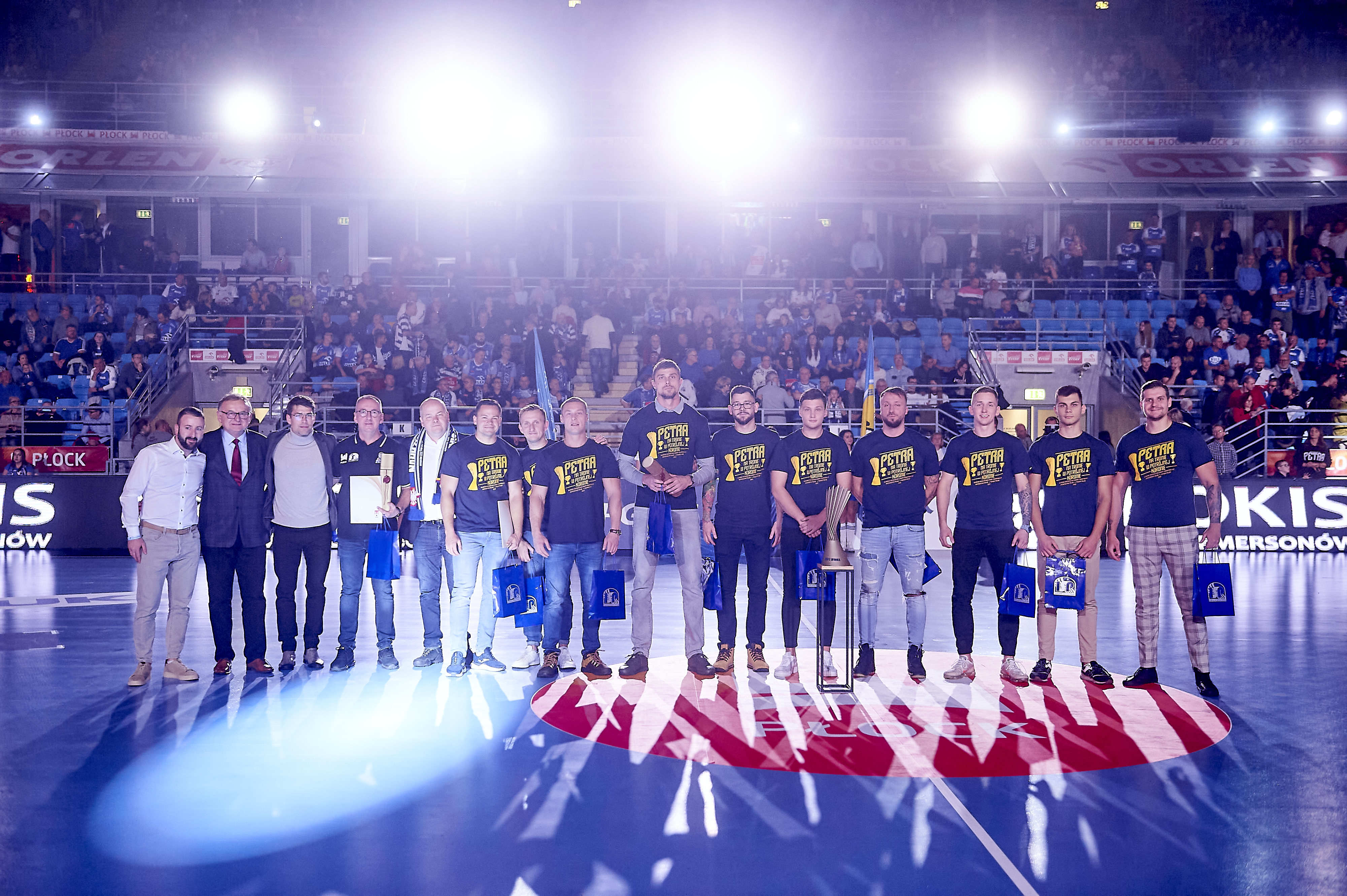
Podczas meczu ORLEN Wisły Płock i Łomży Vive Kielce zawodnicy Petry zostali nagrodzeni za wygraną w klubowych mistrzostwach Europy

Po bardzo udanym sezonie w Polsce BHT Petra Płock jako mistrz Polski i zdobywca Pucharu Polski w piłce ręcznej plażowej reprezentowała nasz kraj w prestiżowych Klubowych Mistrzostwach Europy (20 – 23.10.2022 r.), które zostały zorganizowane na portugalskiej wyspie Porto Santo w Portugalii. Płocczanie rozegrali kapitalny turniej i tylko z jedną porażką zdobyli Klubowe Mistrzostwo Europy. To świetne zwieńczenie udanego sezonu i piękny prezent uświetniający jubileusz dziesięciolecia powstania klubu. Nagrodę najlepszego strzelca turnieju zdobył zawodnik Petry Bartosz Wojdak. Również statuetkę najlepszego bramkarza turnieju otrzymał zawodnik Petry Krystian Matusiak. 

## Rok 2023
W Inowrocławiu 13 i 14 maja został rozegrany turniej w ramach Puchar Polski. Zawodnicy z drużyny Petry Płock rywalizowali o obronę tytułu zdobytego w ubiegłym roku. Podczas rozgrywek grupowych osiągnęli dwie wygrane oraz doznali jednej porażki, co pozwoliło im awansować do półfinału. W półfinale pokonali gospodarzy, Ekoserwis Ciech Damy Radę Inowrocław, wynikiem 2:1, a w wielkim finale spotkali się ponownie z MKS Delfin Grudziądz. Płoccy szczypiorniści plażowi zrewanżowali się za wcześniejszą porażkę z grupy i triumfowali nad zespołem z Grudziądza 2:0. 

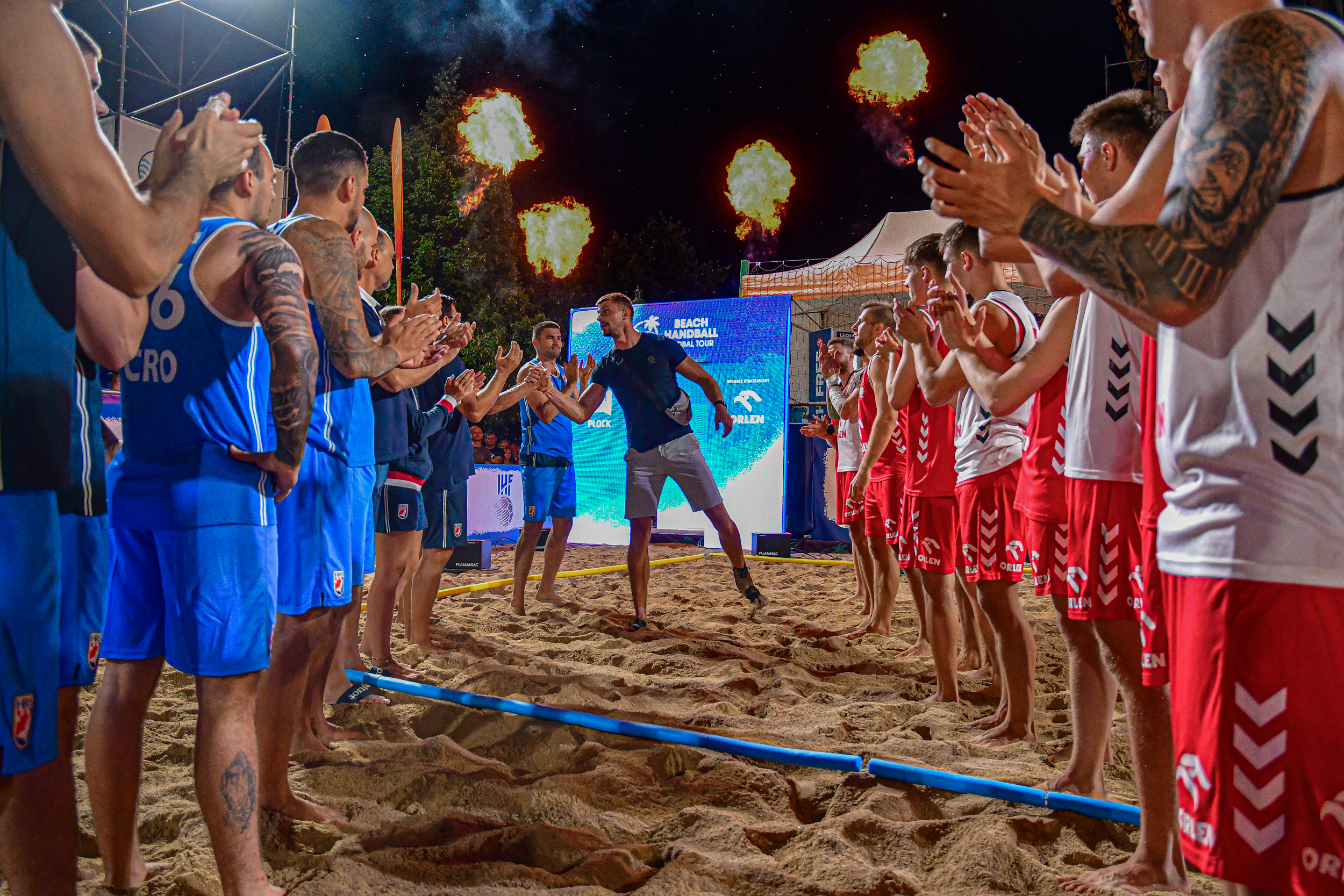
Podczas turnieju IHF Global Tour rozgrywanego w Płocku Marcin Miedziński zakończył karierę w reprezentacji Polski

14 – 16 lipca 2023 roku w Sulejowie odbyły się finały mistrzostw Polski w kategorii juniora młodszego. Drużyna z Płocka po zaciętym meczu o III miejsce wygrywa i tym samym zdobywa brązowy medal.
28 – 30.07.2023 w Lublińcu rozegrane zostały finały mistrzostw Polski juniorów. Młodzi szczypiorniści z Płocka zajmują IV miejsce.
W sezonie 2023 zawodnicy Petry Płock kolejny raz stanowili o siłe reprezentacji Polski, która rywalizację rozpoczęła od udziału mistrzostwach Europy w Portugalii, Nazare (XII miejsce), później w roli gospodarza rywalizowała w ramach Igrzysk Europejskich w Tarnowie (VIII miejsce), a sezon zakończyła w Płocku podczas IHF Global Tour (IV miejsce). W sztabie szkoleniowym znalazł się Adrian Fiodor, a w składzie występowali: Marcin Miedziński, Miłosz Rupp, Łukasz Niedzielak, Filip Koper, Bartosz Wojdak, Maciej Fabianowicz, Krystian Matusiak, Cezary Marciniak, Jakub Goleniewski. 
W finałowym turnieju ORLEN Summer Superligi, który odbył się 4 – 6 sierpnia 2023 roku w Płocku na Starym Rynku zespół BHT Petra Płock już po raz siódmy zdobył Mistrzostwo Polski. Po fazie grupowej zespół z Płocka na swoim koncie miał dwie wygrane i jedną porażkę co pozwoliło zagrać im w półfinale, w którym trafili na drużynę MKS Delfin Grudziądz. Bez utraty seta w tym spotkaniu pokonali drużynę z Grudziądza 2 – 0. W finale przyszło im się zmierzyć z Ekoserwis Ciech Damy Radę Inowrocław. W fazie grupowej zawodnikom z Płocka przyszło już się mierzyć z drużyną z Inowrocławia, wtedy ulegli im 2 – 0. W finale nie pozostawili wątpliwości i wygrali 2:0 tym samym zdobywając tytuł Mistrza Polski.
W dniach 12-15 października odbył się turniej Champions Cup 2023 na sąsiadującej z Maderą, portugalskiej wyspie Porto Santo. W fazie grupowej Petra zmierzyła się z drużynami z Francji, Węgier, Niemiec, oraz Portugalii. Petra Płock przez fazę grupową triumfowała we wszystkich spotkaniach. Płocczanie pierwszych pogromców znaleźli dopiero w późniejszym etapie zmagań, ale i tak awansowali do półfinału, w którym zmierzyli się z duńskim Rødby Beach Boys, późniejszymi triumfatorami imprezy. Spotkanie zakończyło się wygraną rywali 2:0.
W efekcie Nafciarze zagrali o trzecie miejsce z niemieckim 12 MONKEYS KÖLN. Tym razem w dwóch setach triumfowali Polacy, dzięki czemu ponownie stanęli na podium Klubowych Mistrzostw Europy w piłce ręcznej. Na uwagę zasługują indywidualne popisy Filipa Kopra, który został królem strzelców turnieju (157 punktów) i znalazł się w drużynie All Star razem z Maciejem Fabianowiczem oraz Krystianem Matusiakiem. 

## Rok 2024
W sezonie 2024 BHT Petra Płock kontynuowała dominację w krajowej piłce ręcznej plażowej, odnosząc szereg znaczących sukcesów. 

### Puchar Polski i eliminacje Mistrzostw Polski
W dniach 18–19 maja w Inowrocławiu odbył się turniej Pucharu Polski, w którym płocczanie zajęli 5. miejsce. Następnie, w eliminacjach Mistrzostw Polski, drużyna nie pozostawiła wątpliwości co do swojej formy, zwyciężając we wszystkich trzech turniejach kwalifikacyjnych:
- 25–26 maja w Inowrocławiu – 1. miejsce
- 15–16 czerwca w Gdańsku – 1. miejsce
- 28–30 czerwca w Płocku – 1. miejsce[44]

### Mistrzostwo Polski Seniorów
Finał Mistrzostw Polski odbył się w Kołobrzegu (26–28 lipca). BHT Petra Płock potwierdziła swoją klasę, zdobywając złoty medal i tym samym obronę tytułu mistrzowskiego z poprzedniego sezonu.

### Występy międzynarodowe
W październiku zespół wziął udział w prestiżowym turnieju EHF Champions Cup 2024 w Porto Santo (Portugalia), gdzie zajął 10. miejsce, mierząc się z najlepszymi klubami Europy.

### Sekcja młodzieżowa – sukcesy juniorów i młodzików
- Juniorzy:
  - Mistrzostwo Mazowsza (Sierpc, 6 czerwca)
  - Mistrzostwo Polski (Sulejów, 28–30 lipca)[47]
- Młodziki:
  - Wicemistrzostwo Mazowsza (Sierpc, 5 czerwca)
  - 6. miejsce w półfinale Mistrzostw Polski (Płock, 11 czerwca)

### Reprezentacja Polski i Igrzyska Olimipijskie
Zawodnicy Petry Płock tradycyjnie stanowili trzon reprezentacji Polski, która w 2024 roku wygrała turniej kwalifikacji do Mistrzostw Europy 2025, rozgrywany w Warnie (Bułgaria). W finale na Polaków czekali Szwedzi, którzy w grupie pokonali naszą drużynę 2:0. Polacy zaliczyli udany rewanż i ostatecznie wygrali finałowe starcie po konkursie shoot-outów. Dodatkowo Polacy otrzymali nagrodę Fair Play Team, a najlepszym bramkarzem zawodów został wybrany Krystian Matusiak. W składzie kadry znaleźli się: Łukasz Niedzielak (kapitan), Bartosz Wojdak, Maciej Fabianowicz, Krystian Matusiak, Jakub Goleniewski. 
Piłka ręczna plażowa pojawiła się przy okazji IO 2024 w Paryżu, gdzie odbył się turniej piłki ręcznej plażowej „IHF Beach Handball Showcase”, którego celem była promocja dyscypliny. W dniach 27-29 lipca Międzynarodowa Federacja Piłki Ręcznej przeprowadziła zawody, w któtych wystąpiło 32 mężczyzn i 32 kobiety z 18 krajów. Polskim przedstawicielem był zawodnik Petry Łukasz Niedzielak, który zagrał w drużynie pod nazwą “DRACO”. 

## Osiągnięcia

### Krajowe
- Mistrzostwo Polski
  -  (8x) 2014, 2015, 2016, 2017, 2021, 2022, 2023, 2024
  -  (2x) 2018,2020
- Puchar Polski
  -  (8x) 2013, 2015, 2016, 2017, 2018, 2022, 2023, 2025
  -  (1x) 2019
  -  (2x) 2014, 2020
- Superpuchar Polski
  -  (1x) 2020

### Międzynarodowe
- EHF Champions Cup (Klubowe mistrzostwa Europy)
  -  (1x) 2022
  -  (2x) 2015, 2023
- Europen Beach Handball Tour Finals (EBT Finals) 
  -  (1x) 2017